# Březná (řeka)
Březná (německy Friese pl: Brzeżna) je říčka, levostranný a celkově největší přítok Moravské Sázavy v okresech Ústí nad Orlicí a Šumperk v Pardubickém a Olomouckém kraji. Je jednou ze systémových vodotečí Zábřežské vrchoviny. Délka toku činí 31,8 km. Plocha povodí měří 130,3 km².

## Průběh toku
Říčka pramení na severozápadním svahu vrchu Bouda (956 m n. m.) v nadmořské výšce okolo 860 m. Protéká Moravským Karlovem, Bílou Vodou, Mlýnickým Dvorem, Březnou, Štíty a Crhovem. V Hoštejně se vlévá zleva do Moravské Sázavy na jejím 16,9 říčním kilometru v nadmořské výšce okolo 310 m.

### Větší přítoky
- levé – Písařovský potok s Čistou (od Bukovic)
- pravé – Crhovský potok, Šumvalák

## Vodní režim
Hlásný profil:
| místo   | říční km | plocha povodí | průměrný průtok (Qa) | stoletá voda (Q100) |
| ------- | -------- | ------------- | -------------------- | ------------------- |
| Hoštejn | 0,70     | 129,72 km²    | 1,73 m³/s            | 75,0 m³/s           |

## Ochrana přírody
- Přírodní park Březná

Střední a dolní tok Březné od obce Štíty po soutok s Moravskou Sázavou je součástí Přírodního parku Březná. K parku patří i romantické údolí Moravské Sázavy mezi Hoštejnem a Zábřehem.